# 汤姆·汉克斯
托马斯·杰弗里·「湯姆」·汉克斯（英語：Thomas Jeffrey "Tom" Hanks，1956年7月9日—），美国男演員及電視製片人，以演技精湛而著称。他是歷史上繼史賓塞·屈賽之後的第2位連續兩屆獲得奧斯卡金像獎最佳男主角獎的演員，亦是最年輕獲得美國電影學會終身成就獎的演員。2016年獲頒美國最高的平民榮譽—總統自由勳章，2023年5月獲得榮譽哈佛大學文學博士。

## 生平
湯姆·漢克出生在加州的康科德市，父親為英格蘭裔，母親為葡萄牙裔，在奧克蘭市的天際高中就读時加入戲劇社，大學在加州海沃德的CHABOT學院就讀兩年後，轉入沙加緬度州立大學戲劇系。后来他受导演邀请去了俄亥俄州的克里夫蘭，在那里他开始了表演之路。湯·漢斯是國家太空學會（National Space Society，簡稱NSS）中的一员，也是HBO电视连续短剧《从地球到月球》的制作人，该短剧讲述了送人上月球的阿波羅計畫。
雖然湯姆·漢克斯早期的作品绝大多數以喜劇為主—他第一次引起觀眾注意的是1980—1982年情景喜剧《亲密伙伴》（Bosom Buddies）—但是此后他放弃了喜剧开始转入比较严肃的戏剧。最近，他轮流交替在喜剧和严肃戏剧角色之间
在他学习戏剧的那些年里，汉克斯遇到了文森特·道林，他是俄亥俄州克利夫兰五大湖戏剧节的负责人。在道林的建议下，汉克斯成为了电影节的实习生。他的实习时间持续了三年，工作内容涵盖了戏剧制作的大部分方面。
。

## 家庭
湯·漢斯声称透過林肯的母親南希·汉克斯（Nancy Hanks）而与林肯有亲戚关系。
湯·漢斯在1988年同演员丽塔·威尔逊（Rita Wilson）结婚。他们是在拍攝《志愿者》時相识的。他们有2个孩子。在此之前的1978到1987，湯·漢斯与珊曼莎·路易斯（Samantha Lewes）曾有过一段婚姻。同样也生育了2个孩子（其中一个是演员柯林·汉克斯）。透过与威尔逊的接触，湯·漢斯加入了希腊正教。

## 荣誉

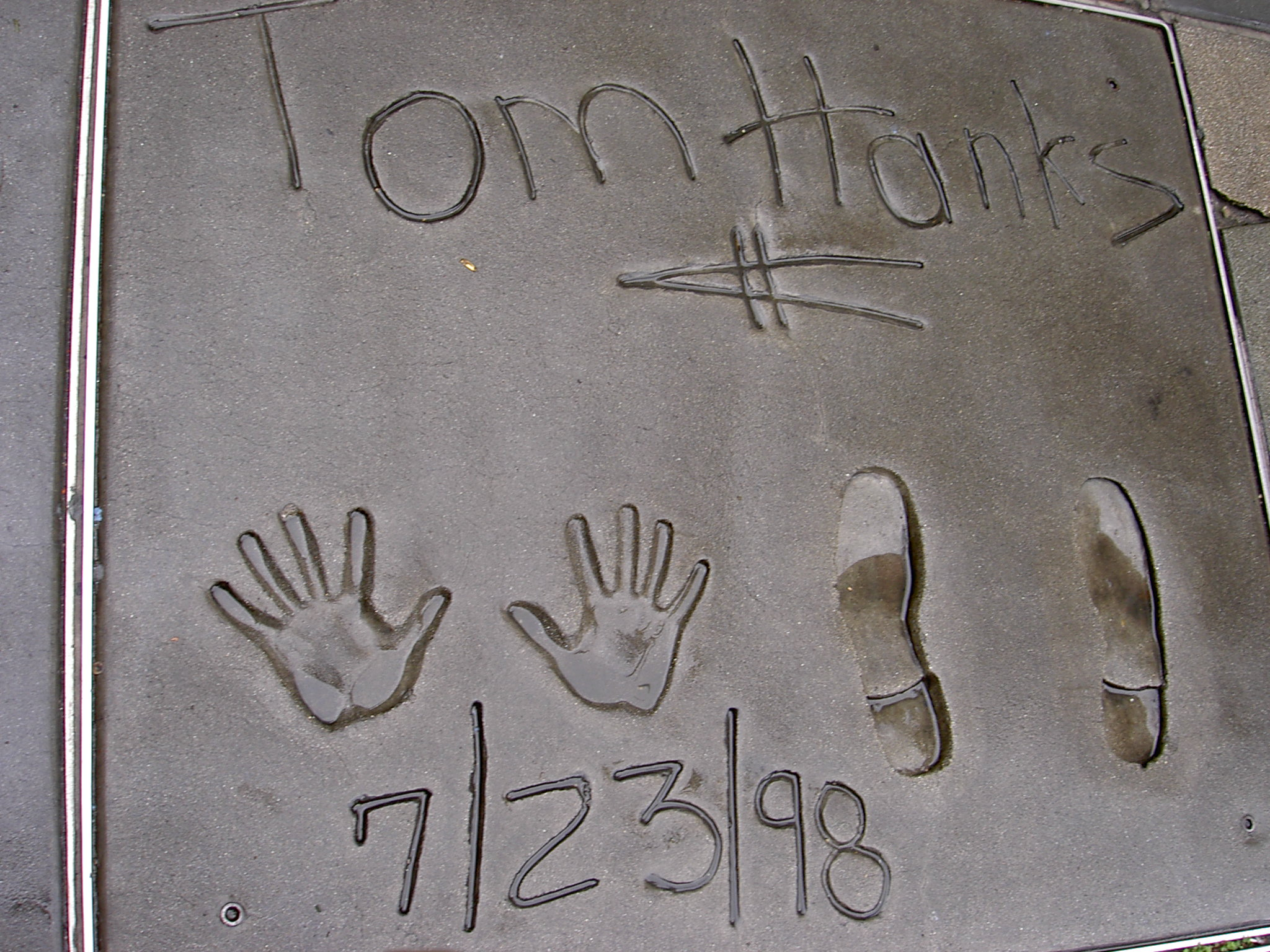
湯·漢斯於美國好萊塢大道上的手印及簽名

湯姆·漢克斯因为《費城》（1993）、《阿甘正傳》（1994）曾接连2届赢得了奥斯卡最佳男主角奖。他的电影《阿甘正传》感动了全球很多人，也让很多人相信美国梦和向往美国。
他以46岁年紀成為最年轻获得美國電影學會终身成就奖的演员。
2016年11月獲頒總統自由勳章，2023年5月榮譽哈佛大學文學博士。

## 其他
湯姆·漢克斯支持同性婚姻、環境議題以及替代燃料。亦為民主党黨員，曾支持许多民主党政治人物，包括贝拉克·奥巴马、希拉里·克林顿、乔·拜登。

## 外部連結
- 《大英百科全书》中的条目：汤姆·汉克斯（英文）
- 汤姆·汉克斯在互联网电影资料库（IMDb）上的資料（英文）
- TCM电影资料库上汤姆·汉克斯的资料（英文）
- 汤姆·汉克斯在豆瓣上的资料（简体中文）
- 互聯網百老匯資料庫（IBDB）上汤姆·汉克斯的資料（英文）
- C-SPAN內的頁面（英文）